# Hyporhagus wittmeri
Hyporhagus wittmeri es una especie de coleóptero de la familia Monommatidae.

## Distribución geográfica
Habita en Puerto Rico.